# Terry Handley
Terry Handley, né en 1951 et mort le 6 juillet 2015, est un astronome amateur américain, magasinier de profession.
Le Centre des planètes mineures le crédite de la découverte de sept astéroïdes numérotés, effectuée entre 1996 et 1998.
L'astéroïde (16695) Terryhandley a été nommé en son honneur.
| (15903) Rolandflorrie | 5 septembre 1997 |
| (31048) 1996 PO9      | 11 août 1996     |
| (31343) 1998 NT       | 12 juillet 1998  |
| (35348) 1997 JO18     | 8 mai 1997       |
| (44025) 1997 XY11     | 6 décembre 1997  |
| (52667) 1998 CT1      | 1er février 1998 |
| (59110) 1998 WR31     | 29 novembre 1998 |